# Кальбаум, Карл Людвиг
Карл Лю́двиг Кальба́ум (нем. Karl Ludwig Kahlbaum; 28 декабря 1828, Дризен — 15 апреля 1899, Гёрлиц) — немецкий психиатр, автор учения о кататонии, совместно с Э. Геккером впервые описал гебефрению. Кальбаум является основоположником нозологического направления в психиатрии.

## Биография
Карл Людвиг Кальбаум родился 28 декабря 1828 года в городе Дризен (ныне — Дрезденко, Польша).
Изучал математику, естественные науки и медицину в университетах Берлина, Лейпцига, Вюрцбурга и Кёнигсберга. В 1855 году в Берлинском университете защитил диссертацию на степень доктора медицины. В 1856 году К. Л. Кальбаум начал практику врача в доме для умалишённых города Велау. С 1863 по 1866 г.г. занимал должность приват-доцента и читал лекции в Кёнигсбергском университете.
В 1863 году К. Л. Кальбаум издаёт свою первую книгу «Группировка психических болезней и систематика психических расстройств», где впервые разделил психозы на органические и неорганические. В этой книге Кальбаум подвергал принципиальной критике все предшествовавшие попытки классификации психических болезней, построенные на чисто симптоматологических принципах, на выделении симптомокомплексов. В тот период оригинальный труд автора не привлек пристального внимания, хотя появление его означало развитие нового, клинико-нозологического направления в психиатрии.
В 1866 году К. Л. Кальбаум переехал в Гёрлиц, где работал в частной клинике для душевнобольных, основанной Г. Реймером. В 1867 году Кальбаум возглавил данное учреждение, которым руководил до конца жизни.
Скончался 15 апреля 1899 года.

## Научная деятельность
По собственному выражению Кальбаума, он стремился к созданию «эмпирически естественнонаучной основы психиатрии как клинической дисциплины». Симптоматологическому направлению в психиатрии К. Л. Кальбаум противопоставил четко сформулированные принципы клинического направления, то есть будущей нозологической психиатрии. Его первый труд «Группировка психических болезней и систематика психических расстройств» был фактически следствием неудовлетворительных собственных находок.
В 1868 году Э. Геккер, сотрудник больницы, возглавляемой Кальбаумом, написал об особом психозе в юношеском возрасте. Кальбаум с Геккером назвали этот психоз гебефренией.
Важное значение имела работа К. Л. Кальбаума «О кататонии». Впервые об этой болезни он заявил на съезде в Инсбруке. Таким образом, кататония и гебефрения приобрели самостоятельную форму болезней, а сама кататоническая форма шизофрении называется теперь болезнью Кальбаума. Кататония Кальбаума является чередованием различных симптомокомплексов, из которых складывается единый болезненный процесс. Проявления заболевания, которые Кальбаум назвал кататоническими симптомами, психиатры наблюдали нередко и строили гипотезы о чувствах, галлюцинациях, мыслях, формирующих их, но объективно описать до него не смогли. Идеи Кальбаума о кататонии, обработанные и дополненные Э. Крепелином и Э. Блейлером, легли в основу современной концепции шизофрении.
Много внимания К. Л. Кальбаум уделял изучению клинических проявлений галлюцинаций. В 1866 году им была классификация, в которой Кальбаум разделил галлюцинации на функциональные — обман восприятия, который возникает на фоне одного раздражителя через один канал чувств и рефлекторные — когда раздражитель в одной модальности вызывает мнимое восприятие в другой.

### Классификация Кальбаума
В 1878 году К. Л. Кальбаум опубликовал работу «Клинико-диагностическне точки зрения в психопатологии», в которой он подробно формулирует свои основные нозологические воззрения. В данной работе Кальбаум, в частности, писал о том, что назвать симптомокомплекс — не значит назвать болезнь. Эту задачу выполняет только диагноз клинический. Также Кальбаум указывал на то, что психопатологическая сущность болезни, с одной стороны, и клиническое течение её — с другой, находятся между собой в постоянном и закономерном соотношении.

### Основные труды
- Kahlbaum K. L. De avium tractus alimentarii anatomia et histologia nonnulla. — Berlin, 1854.
- Kahlbaum K. L. Die Gruppierung der psychischen Krankheiten und die Einteilung der Seelenstörungen. Entwurf einer historisch-kritischen Darstellung der bisherigen Eintheilungen und Versuch zur Anbahnung einer empirisch-wissenschaftlichen Grundlage der Psychiatrie als klinischer Disciplin. — Danzig: Verlag von A. W. Kafemann, 1863. — 182 S.
- Kahlbaum K. L. Die Sinnesdelierien. Ein Beitrag zur klinischen Erweiterung der psychiatrischen Symptomatologie und zur physiologischen Psychologie (нем.) // Allgemeine Zeitschrift für Psychiatrie und psychisch‐gerichtliche Medicin : журнал. — Berlin: Verlag von August Hirschwald, 1866. — Bd. 23. — S. 1—86.
- Kahlbaum K. L. Die Katatonie oder das Spannungsirresein. Eine klinische Form psychischer Krankheit. — Berlin, 1874.
- Kahlbaum K. L. Die klinisch‐diagnostischen Gesichtspunkte der Pathologie. — Leipzig, 1878.